# Relaciones Austria-Estados Unidos
Las relaciones Austria-Estados Unidos son las relaciones diplomáticas entre la República de Austria y los Estados Unidos de América.

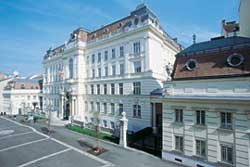
Embajada de Estados Unidos en Viena

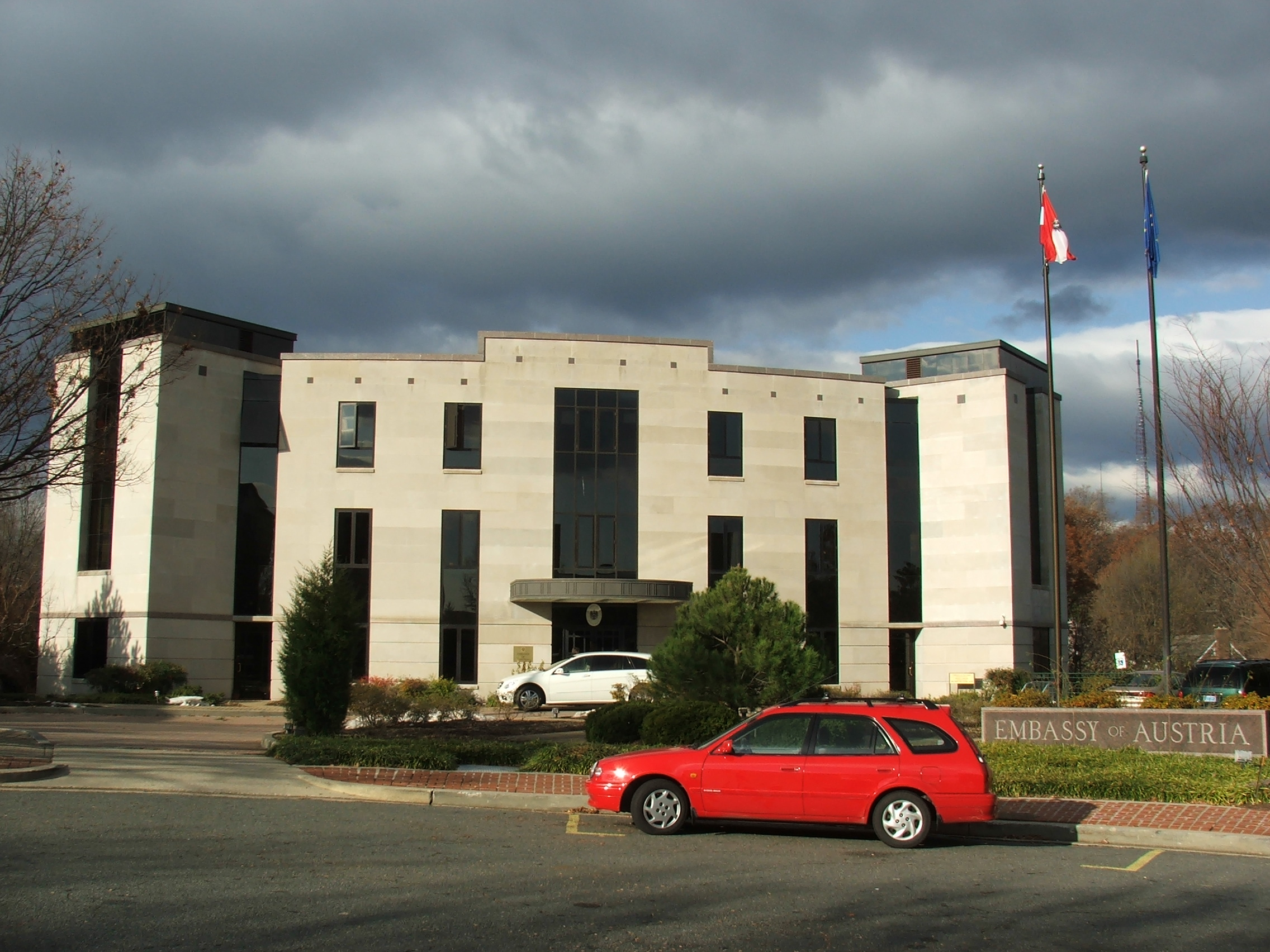
Embajada de Austria en Washington D. C.

La Embajada de los Estados Unidos en Austria se encuentra en Viena. Desde julio de 2013, el embajador de los Estados Unidos en Austria es Alexa Wesner. La Embajada de Austria en los EE. UU. se encuentra en Washington D. C.
Hay aproximadamente 735.128 estadounidenses austriacos que residen en los Estados Unidos.
Según el Informe de liderazgo global de EE. UU. De 2012, el 31% de austriacos aprueba el liderazgo de EE. UU., Con un 40% de desaprobación y un 29% de incertidumbre.

## Historia
Las relaciones eran rutinarias antes de 1914, con graves cepas resultantes de los trastornos de 1848-49. El profesor Stephen Tuffnell afirma:
En sus frecuentes y confusas violaciones de la etiqueta con los Habsburgo, la política doméstica estadounidense fue, como siempre, catalítica. Así, cuando las revoluciones nacional-separatistas se abrieron en todo el continente europeo en 1848, el apoyo exuberante de Lajos Kossuth y los 48ers húngaros en los Estados Unidos llevaron a Washington y Viena al conflicto. Fervor pro-húngaro en el Senado y la prensa demócrata, avivado por Lewis Cass; El coqueteo del Departamento de Estado con el reconocimiento de la independencia húngara en las Presidencias de Taylor y Fillmore; y, finalmente, el último 'rescate' de Kossuth en 1851 del Imperio Otomano a bordo del USS Mississippi provocó una ruptura en las relaciones. Solo la muerte de Daniel Webster, un importante opositor de la reconciliación, evitó la crisis.
En 1917, los Estados Unidos declararon la guerra al Imperio austrohúngaro junto al Imperio alemán después de ser arrastrados a la Primera Guerra Mundial. Los EE. UU. Desempeñaron un papel importante en la reconstrucción de Austria después de Segunda Guerra Mundial, a través del Plan Marshall) y Tratado de Estado austriaco.
Viena ha sido frecuentemente elegida como sede de reuniones clave de la superpotencia, como la cumbre de Viena en junio de 1961, con el Presidente de los Estados Unidos John F. Kennedy y Premier de la Unión Soviética Nikita Khrushchev, o el SALT II en junio de 1979, con el presidente de los Estados Unidos Jimmy Carter y Secretario General del Partido Comunista de la Unión Soviética Leonid Brézhnev.
En febrero de 1984, el Presidente de Austria Rudolf Kirchschläger realizó una visita oficial a los Estados Unidos. It was the first state visit of an Austrian President to the United States.
En septiembre de 1995, el presidente estadounidense Bill Clinton invitó al Presidente de Austria Thomas Klestil a una visita de trabajo a Washington D. C., que tuvo lugar el 19 de octubre.
El 21 de junio de 2006, el Presidente de los Estados Unidos George W. Bush sostuvo conversaciones bilaterales con Presidente de Austria Heinz Fischer en el Palacio Imperial de Hofburg en Viena, junto con secretaria de Estado Condoleezza Rice y el ministro de Relaciones Exteriores de Austria Ursula Plassnik, poco antes de la cumbre de los Estados Unidos y la Unión Europea.

## Lecturas externas
- Frank, Allison. "The Petroleum War of 1910: Standard Oil, Austria, and the Limits of the Multinational Corporation," American Historical Review (2009) 114#1  pp. 16–41 in JSTOR
- Frank, Tibor. Ethnicity, propaganda, myth-making: Studies on Hungarian connections to Britain and America, 1848-1945 (Akademiai Kiads, 1999)
- Horcicka, Vaclav. "On the Brink of War: The Crisis Year of 1915 in Relations Between the US and Austria-Hungary," Diplomacy & Statecraft (2008) 19#2 pp 187–209.  Online. DOI: 10.1080/09592290802096216.3
- Nugent, Walter. "Migration from the German and Austro-Hungarian empires to North America." in The Cambridge survey of world migration (1995) pp: 103-108.
- Phelps, Nicole M.  U.S.-Habsburg Relations from 1815 to the Paris Peace Conference (2013) online review
- Spaulding, Ernest Wilder. The quiet invaders: The story of the Austrian impact upon America (Österreichischer Bundesverlag, 1968)
- Steidl, Annemarie et al. From a Multiethnic Empire to a Nation of Nations: Austro-Hungarian Migrants in the US, 1870–1940 (Innsbruck: Studien Verlag, 2017). 354 pp.
- Wagnleitner, Reinhold, and Diana M. Wolf. Coca-colonization and the Cold War: the cultural mission of the United States in Austria after the Second World War (University of North Carolina Press, 1994)
- Zivojinovic, Dragan R. "The Vatican, Woodrow Wilson, And The Dissolution Of The Hapsburg Monarchy 1914-1918," East European Quarterly (1969) 3#1 pp 31–70.